# New Town Killers
New Town Killers (Brasil: Pelo Prazer de Matar ) é um filme de drama policial produzido na Escócia e lançado em 2008.